# Luigi, il Gran Delfino
Luigi di Francia, detto anche il Gran Delfino (Fontainebleau, 1º novembre 1661 – Meudon, 14 aprile 1711), era il primogenito e quindi l'erede del re Luigi XIV di Francia e della regina Maria Teresa. Erede designato al trono di Francia, Luigi fu perciò chiamato "delfino" dalla nascita, ma morì prima di succedere al padre. Attraverso i suoi figli e nipoti però, la successione fu assicurata non solo al regno di Francia, ma anche a quello di Spagna.

## Biografia

### I primi anni e la giovinezza

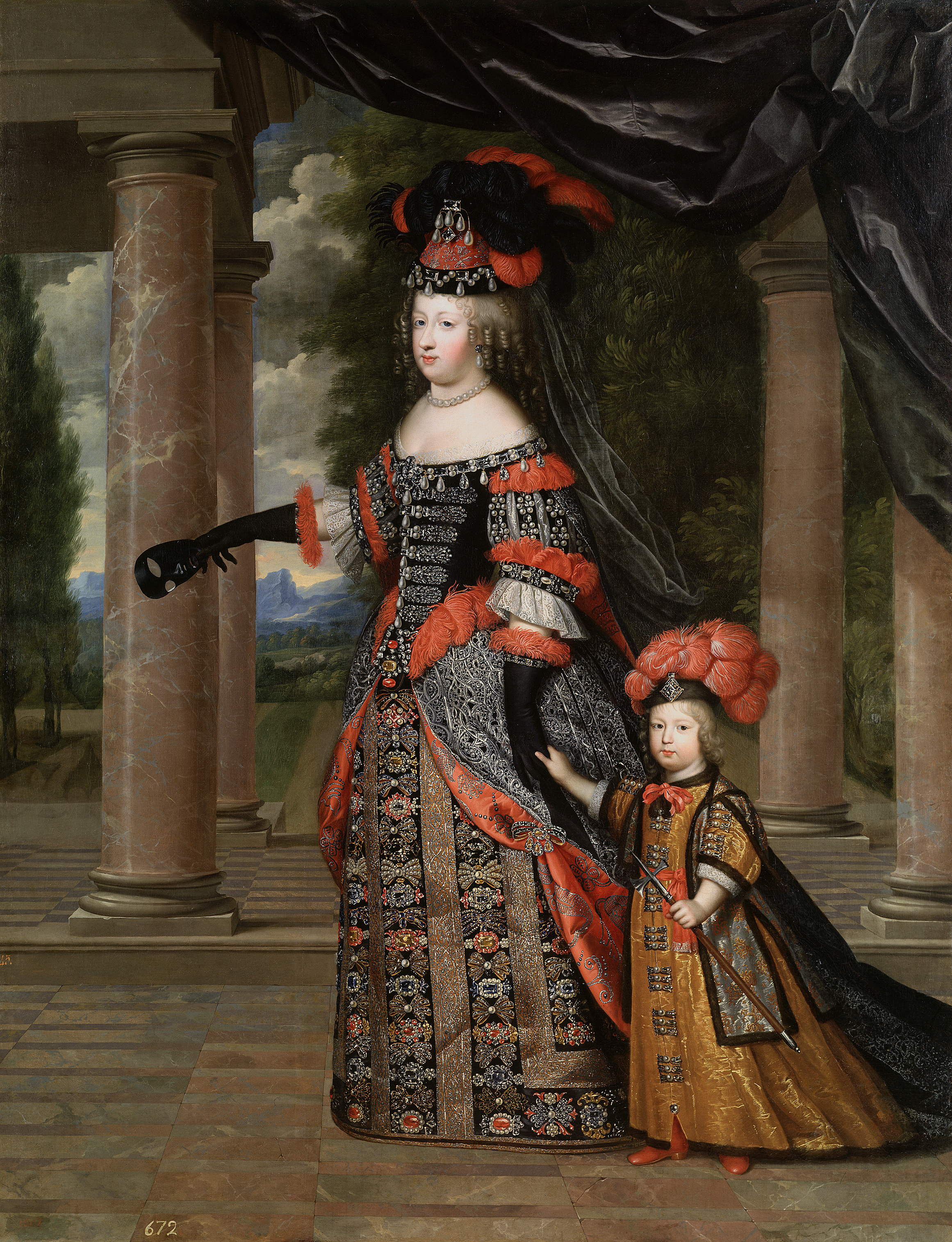
Luigi, il Gran Delfino, con la madre Maria Teresa d'Asburgo-Spagna

Luigi nacque al Castello di Fontainebleau, figlio primogenito di re Luigi XIV di Francia e di sua moglie Maria Teresa d'Asburgo-Spagna. Suoi nonni paterni furono Luigi XIII di Francia e Anna d'Austria e quelli materni Filippo IV di Spagna ed Elisabetta di Francia. Elisabetta era la sorella più giovane di Luigi XIII, mentre Filippo IV era fratello di Anna d'Austria, quindi i genitori di Luigi erano doppi cugini (di primo grado) tra di loro.
Secondo una leggenda alla sua nascita venne predetto che sarebbe stato "figlio di un re, nonno di un re, ma mai un re".
Venne battezzato il 26 marzo 1668 nella cappella del Castello di Saint-Germain-en-Laye ove ottenne il nome paterno, Luigi appunto. Come Fils de France ottenne alla nascita il titolo di Altezza Reale. Suoi padrini furono il cardinale Luigi di Vendôme (in nome di papa Clemente IX) e la principessa di Conti (in nome di Enrichetta Maria, regina consorte d'Inghilterra).
Quando raggiunse l'età di sette anni il piccolo principe venne tolto dalle cure della balia e posto d'improvviso nella società degli adulti. Charles de Sainte-Maure, duca di Montausier, fu suo governatore e suo tutore fu Jacques Bénigne Bossuet, vescovo di Meaux, gran predicatore e oratore di Francia, anche se questi buoni insegnanti non produssero l'effetto voluto:
Come si evince Luigi ricevette una formazione che gli trasmise più l'obbedienza a suo padre che l'arte di governare. Tuttavia i suoi tutori gli fornirono ogni educazione sulle antichità (tanto che egli divenne poi collezionista di medaglie, iscrizioni, sculture). Ebbe un temperamento mite e placido, ereditato dalla madre, mantenne il suo ruolo di erede al trono, con discrezione e in silenzio, affermando che l'istruzione che aveva ricevuto gli aveva fatto disprezzare lo sforzo intellettuale. Passò perciò per un uomo di poca intelligenza. La sua generosità, affabilità e liberalità gli concessero a ogni modo quella popolarità a Parigi e presso il popolo francese in generale che la sua figura divenne molto apprezzata dal pubblico.

### Ruolo politico e militare

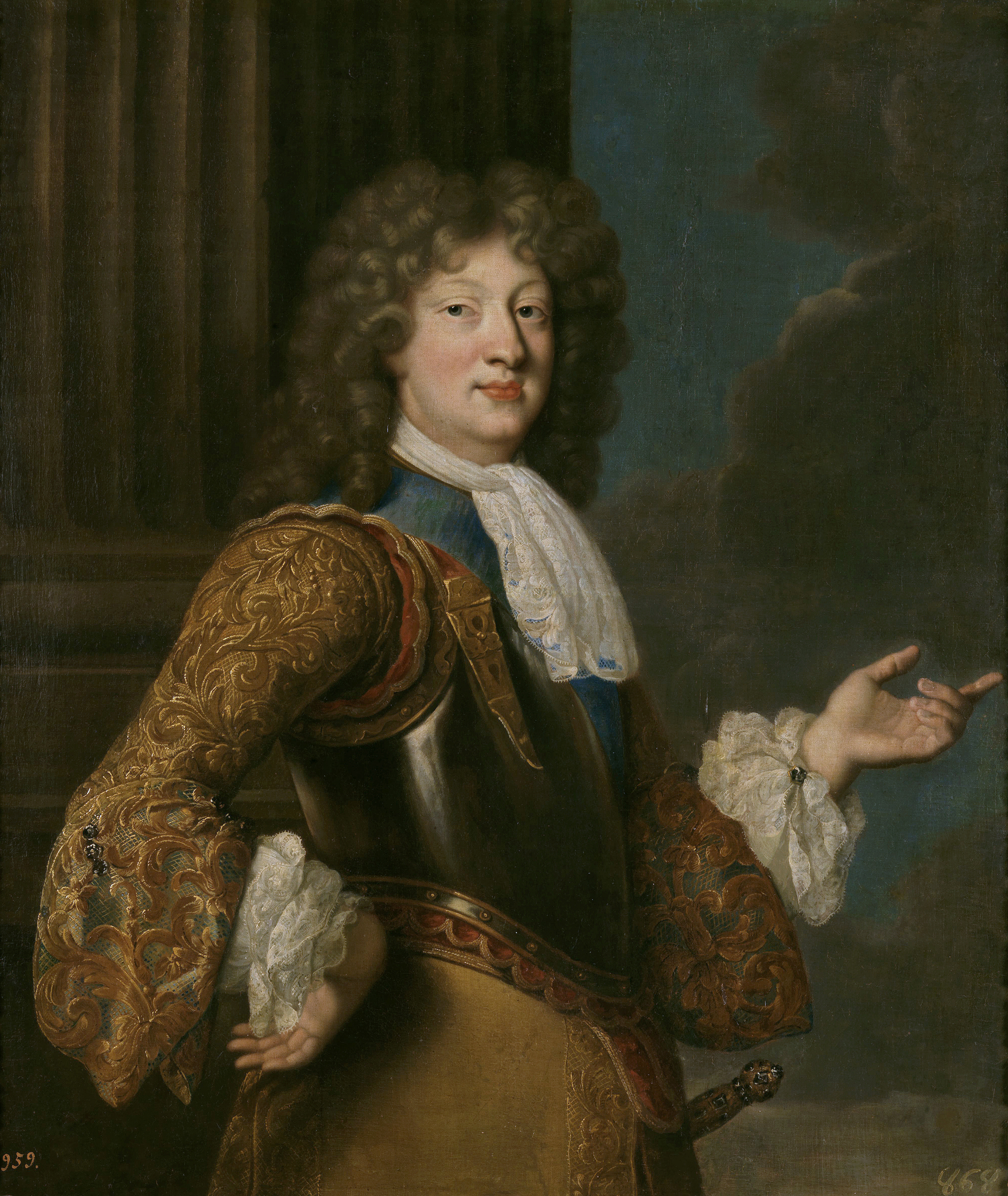
Luigi, il Gran Delfino, in un ritratto di François de Troy.

Anche se venne ammesso sin dalla più giovane età a partecipare al Conseil d'en haut, Luigi non giocò mai un ruolo importante nella politica francese dell'epoca. Oltre ad assicurare la continuità della linea borbonica francese (Luigi XV è suo nipote) e a stabilire la linea dinastica borbonica in Spagna (con il ramo dei Borbone-Angiò), egli si impegnò in più piacevoli svaghi e venne stimato per la sua magnifica collezione d'arte a Versailles e nei suoi appartamenti privati a Meudon, castello quest'ultimo che Luigi XIV acquistò per il figlio dalla vedova di Louvois. Il delfino si servì di Jules Hardouin Mansart con il suo incarico al Bâtiments du Roi, assieme al suo "architetto d'interni" Jean Bérain, capo dei Menus Plaisirs, per provvedervi nuove decorazioni. Egli visse appartato a Meudon per il resto della sua vita, attorniato dalle due sorellastre Maria Anna di Borbone e Luisa Francesca di Borbone. Questi tre personaggi crearono la Cabal de Meudon che si oppose al figlio del delfino, Luigi, duca di Borgogna e alla sua moglie savoiarda, la principessa Maria Adelaide.
Luigi era chiamato il Gran Delfino perché era di corporatura molto robusta. Luigi non ricoprì mai un ruolo importante nella politica francese ma, essendo l'erede al trono di Luigi XIV, era spesso oggetto delle trame di corte per il suo ruolo futuro.
Prima del suo fidanzamento ufficiale il padre di Luigi aveva considerato varie figlie di reali d'Europa per il suo primogenito come per esempio Anna Maria Luisa de' Medici e sua cugina Maria Luisa d'Orleans, figlia di Filippo I di Borbone-Orléans e sua moglie Enrichetta d'Inghilterra. Secondo varie indiscrezioni d'epoca, Maria Luisa e Luigi erano già amanti, essendo cresciuti molto vicini. A ogni modo l'intento di Luigi XIV era quello di utilizzare Maria Luisa per stabilire un forte legame con la Spagna forzandola a sposare l'invalido Carlo II di Spagna, zio materno del Delfino. Luigi finì così per sposare una sua cugina di secondo grado, la duchessa Maria Anna Vittoria di Baviera. Più grande di Luigi, al suo arrivo alla corte francese venne descritta come poco attraente ma molto acculturata.
Dopo essere rimasto vedovo nel 1690 sposò segretamente nel 1695 la sua amante Marie-Émilie de Joly Choin (1670-1732), dama d'onore preferita della sorellastra, la principessa vedova di Conti. Il re non approvò l'unione e il Delfino, per tutta risposta, si ritirò nel suo castello di Meudon.

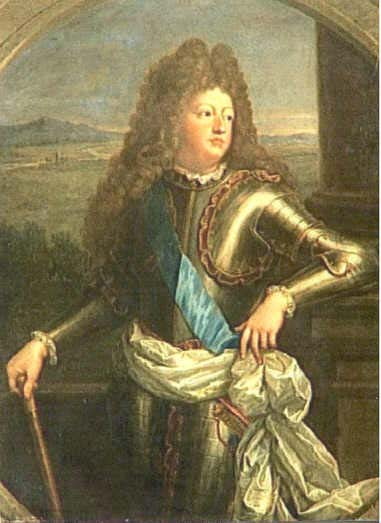
Il Grand Dauphin Luigi catturò la città tedesca di Philippsburg impedendo così alle armate imperiali di oltrepassare il Reno e invadere l'Alsazia.

Sotto l'aspetto militare, durante la Guerra della Grande Alleanza, Luigi venne inviato nel 1688 sul fronte renano. Prima di lasciare la corte Luigi venne così istruito dal padre: 
"Nell'inviare Voi al comando del mio esercito, Vi concedo l'opportunità di farvi merito; andate e mostrate a tutta l'Europa, che si noti che quando morirò sarà morto il re."
 In questo frangente Luigi ebbe successo grazie all'esperienza dei marescialli Jacques Henri de Durfort de Duras e Vauban, nel conquistare una delle teste di ponte sul Reno, a Philippsburg. Il coraggio mostrato da Luigi quando si portò in visita alle truppe in trincea sotto il fuoco nemico durante l'assedio venne notato da molti. Montausier, suo consigliere, scrisse a lui: 
"Non posso complimentarmi con Voi per la presa di Philippsburg; avete un buon esercito, bombe, cannoni e Vauban. Non posso complimentarmi per il Vostro coraggio. Quella virtù è ereditaria. Ma gioisco con Voi per la vostra liberalità, generosità, umanità e capacità di discernere chi fedelmente svolge il proprio servizio."
La posizione di Luigi al Conseil d'en haut gli diede l'opportunità di essere ascoltato negli anni di crisi della Guerra di successione spagnola. Da sua madre Luigi aveva ereditato i diritti alla successione al trono spagnolo. Suo zio Carlo II di Spagna non aveva avuto discendenti e, dal momento che si trovava in punto di morte, non disponeva di eredi a cui cedere il trono se non i propri parenti più prossimi, per metà francesi e per metà austriaci. Per favorire la possibilità di una successione dei Borboni il re Luigi XIV rinunciò a nome del figlio e del primo nipote, il duca di Borgogna ai diritti sul trono spagnolo in favore del figlio secondogenito del Delfino, Filippo duca d'Angiò (poi Filippo V di Spagna), il quale, come cadetto, non era predisposto alla successione al trono francese, così da mantenere Francia e Spagna due regni distinti e separati.

### Morte
Vittima di un attacco di apoplessia nel 1701, morì di vaiolo il 14 aprile 1711 alle 11:30, nel suo castello di Meudon. Suo figlio, il duca di Borgogna, non fu mai re perché morì prima di Luigi XIV; il secondogenito Filippo fondò la Casa di Borbone in Spagna, che detiene ancora il trono.

## Matrimonio e figli

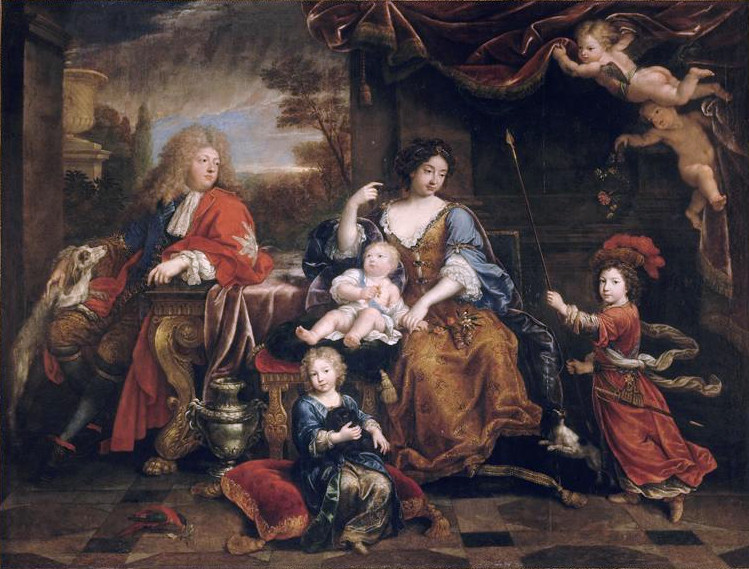
La famiglia del Gran Delfino, in un dipinto di Mignard

Luigi sposò Maria Anna, duchessa di Baviera, il 7 marzo 1680. La coppia ebbe i seguenti figli:
- Luigi di Francia (16 agosto 1682 - 18 febbraio 1712), Duca di Borgogna e poi Delfino di Francia; sposò la sua seconda cugina Maria Adelaide di Savoia da cui ebbe Luigi XV di Francia
- Filippo di Borbone-Spagna (19 dicembre 1683 - 9 luglio 1746), Duca d'Angiò; divenne Re di Spagna nel 1700; sposò la sua seconda cugina Maria Luisa di Savoia da cui ebbe figli; si sposò ancora con Elisabetta Farnese ed ebbe figli tra cui la futura Delfina di Francia Maria Teresa Raffaella di Borbone-Spagna
- Carlo di Francia (31 luglio 1686 - 5 maggio 1714), Duca di Berry d'Alençon e d'Angoulême e Conte di Ponthieu; sposò la sua prima cugina Maria Luisa Elisabetta di Borbone-Orléans da cui ebbe figli, ma nessuno che sopravvisse oltre un anno

Così, attraverso i figli, Luigi garantì la prosecuzione della linea di Borbone sul trono di Francia e l'instaurazione della dinastia borbonica in Spagna.
Luigi, oltre a un figlio morto infante non battezzato avuto da Madame de Choin, ebbe due figlie illegittime con Françoise Pitel:
- Anne Louise de Bonbour (1695 - agosto 1716), sposò Anne Errard d'Avaugour;
- Charlotte de Fleury (6 febbraio 1697 - 1750), sposò Gérard Michel de La Jonchère.

Con un'altra amante, Marie Anne Caumont de La Force, ebbe un'altra figlia:
- Louise Émilie de Vautedard (1694-1719), moglie di Nicolas Mesnager.

## Albero genealogico
|                               |                       |                             | Genitori                   |  |  | Nonni |  |  | Bisnonni             |  |  | Trisnonni                  |  |
|                               |                       |                             |                            |  |  |       |  |  | Enrico IV di Francia |  |  | Antonio di Borbone-Vendôme |  |
|                               |                       |                             |                            |  |  |       |  |  | Enrico IV di Francia |  |  | Antonio di Borbone-Vendôme |  |
|                               |                       | Giovanna III di Navarra     |                            |  |  |       |  |  | Enrico IV di Francia |  |  |                            |  |
| Luigi XIII di Francia         |                       |                             |                            |  |  |       |  |  | Enrico IV di Francia |  |  |                            |  |
|                               |                       | Maria de' Medici            | Francesco I de' Medici     |  |  |       |  |  |                      |  |  |                            |  |
|                               |                       | Maria de' Medici            | Francesco I de' Medici     |  |  |       |  |  |                      |  |  |                            |  |
|                               |                       | Maria de' Medici            | Giovanna d'Austria         |  |  |       |  |  |                      |  |  |                            |  |
| Luigi XIV di Francia          |                       | Maria de' Medici            |                            |  |  |       |  |  |                      |  |  |                            |  |
|                               |                       | Filippo III di Spagna       | Filippo II di Spagna       |  |  |       |  |  |                      |  |  |                            |  |
|                               |                       | Filippo III di Spagna       | Filippo II di Spagna       |  |  |       |  |  |                      |  |  |                            |  |
|                               |                       | Filippo III di Spagna       | Anna d'Asburgo             |  |  |       |  |  |                      |  |  |                            |  |
| Anna d'Asburgo                |                       | Filippo III di Spagna       |                            |  |  |       |  |  |                      |  |  |                            |  |
|                               |                       | Margherita d'Austria-Stiria | Carlo II d'Austria         |  |  |       |  |  |                      |  |  |                            |  |
|                               |                       | Margherita d'Austria-Stiria | Carlo II d'Austria         |  |  |       |  |  |                      |  |  |                            |  |
|                               |                       | Margherita d'Austria-Stiria | Maria Anna di Wittelsbach  |  |  |       |  |  |                      |  |  |                            |  |
| Luigi di Borbone-Francia      |                       | Margherita d'Austria-Stiria |                            |  |  |       |  |  |                      |  |  |                            |  |
|                               | Filippo III di Spagna | Filippo II di Spagna        |                            |  |  |       |  |  |                      |  |  |                            |  |
|                               | Filippo III di Spagna | Filippo II di Spagna        |                            |  |  |       |  |  |                      |  |  |                            |  |
|                               | Filippo III di Spagna | Anna d'Asburgo              |                            |  |  |       |  |  |                      |  |  |                            |  |
| Filippo IV di Spagna          | Filippo III di Spagna |                             |                            |  |  |       |  |  |                      |  |  |                            |  |
|                               |                       | Margherita d'Austria-Stiria | Carlo II d'Austria         |  |  |       |  |  |                      |  |  |                            |  |
|                               |                       | Margherita d'Austria-Stiria | Carlo II d'Austria         |  |  |       |  |  |                      |  |  |                            |  |
|                               |                       | Margherita d'Austria-Stiria | Maria Anna di Wittelsbach  |  |  |       |  |  |                      |  |  |                            |  |
| Maria Teresa d'Asburgo        |                       | Margherita d'Austria-Stiria |                            |  |  |       |  |  |                      |  |  |                            |  |
|                               |                       | Enrico IV di Francia        | Antonio di Borbone-Vendôme |  |  |       |  |  |                      |  |  |                            |  |
|                               |                       | Enrico IV di Francia        | Antonio di Borbone-Vendôme |  |  |       |  |  |                      |  |  |                            |  |
|                               |                       | Enrico IV di Francia        | Giovanna III di Navarra    |  |  |       |  |  |                      |  |  |                            |  |
| Elisabetta di Borbone-Francia |                       | Enrico IV di Francia        |                            |  |  |       |  |  |                      |  |  |                            |  |
|                               |                       | Maria de' Medici            | Francesco I de' Medici     |  |  |       |  |  |                      |  |  |                            |  |
|                               |                       | Maria de' Medici            | Francesco I de' Medici     |  |  |       |  |  |                      |  |  |                            |  |
|                               |                       | Maria de' Medici            | Giovanna d'Austria         |  |  |       |  |  |                      |  |  |                            |  |
|                               |                       | Maria de' Medici            |                            |  |  |       |  |  |                      |  |  |                            |  |